# Campeonato de la SAFF 2015
El Campeonato de la SAFF 2015, denominado oficialmente por razones de patrocinio Copa Suzuki de la SAFF 2015 (SAFF Suzuki Cup 2015), fue la undécima edición del Campeonato de la SAFF, torneo de fútbol a nivel de selecciones nacionales organizado por la Federación de fútbol del Sur de Asia (SAFF). Se llevó a cabo en la ciudad de Thiruvananthapuram, en India, y contó con la participación de 7 seleccionados nacionales masculinos, ya que un mes antes del inicio del certamen Pakistán anunció su retiro por intermedio de su federación nacional. Por su parte, la selección de Afganistán, que inicialmente había dejado entrever su intención de abandonar la SAFF para unirse a la recién creada Federación de Fútbol de Asia Central, comunicó que participaría del certamen por última vez.
India y Afganistán se enfrentaron por tercera vez consecutiva en la final, donde el seleccionado local acabó llevándose la victoria tras la prórroga, obteniendo así su séptimo título en el certamen.

## Elección del país anfitrión
Durante el Campeonato de la SAFF 2013, se informó que la India había expresado su interés en organizar el torneo de 2015. Posteriormente, el 10 de septiembre de 2013, un día antes de la final de aquella edición y durante una reunión en Katmandú, Nepal, se anunció oficialmente a India como sede del certamen.

### Sede
La ciudad de Thiruvananthapuram hospedó la competición. Todos los partidos se disputaron en el Estadio Internacional de Trivandrum.
| Thiruvananthapuram                  |
| ----------------------------------- |
| Kerala (UTC+05:30)                  |
| Estadio Internacional de Trivandrum |
| Capacidad: 50 000                   |
|                                     |

## Formato
Las 8 selecciones participantes fueron divididas en 2 grupos de 4 equipos cada una. Dentro de cada grupo, las selecciones se enfrentaron bajo el sistema de todos contra todos, a una sola rueda, de manera tal que cada una de ellas disputó tres partidos. Los puntos se computaron a razón de 3 —tres— por partido ganado, 1 —uno— en caso de empate y 0 —cero— por cada derrota.
Las dos selecciones de cada grupo mejor ubicadas en la tabla de posiciones final pasaron a las semifinales. En dicha instancia, el primero de una zona enfrentó al segundo de la otra en un solo partido. Los ganadores se cruzaron en la final, cuyo vencedor se consagró campeón.

## Equipos participantes
| Equipos participantes | Equipos participantes | Equipos participantes | Equipos participantes |
| --------------------- | --------------------- | --------------------- | --------------------- |
| Afganistán            | Bután                 | Maldivas              | Sri Lanka             |
| Bangladés             | India                 | Nepal                 |                       |

### Sorteo
El sorteo de la competición se llevó a cabo en Nueva Delhi, el 16 de septiembre de 2015.
A la derecha de cada selección, se marca su posición en la Clasificación mundial de la FIFA al momento del sorteo (correspondiente al mes de septiembre de 2015).
| Grupo A         | Grupo B          |
| --------------- | ---------------- |
| India (155)     | Afganistán (130) |
| Nepal (185)     | Maldivas (177)   |
| Sri Lanka (184) | Bután (164)      |
| Pakistán (170)  | Bangladés (173)  |

El 22 de noviembre de 2015, la Federación de Fútbol de Pakistán anunció a la SAFF que su selección no participaría del certamen, sin mencionar los motivos. La renuncia del conjunto pakistaní no alteró ni la ubicación de los equipos tras el sorteo ni el formato de la competición, de manera que el Grupo A se disputó con la presencia de los tres seleccionados restantes.

## Fase de grupos
- Los horarios son correspondientes a la hora de India (UTC+5:30).

### Grupo A
- Pakistán abandonó el torneo.

| Pos. | Equipo    | Pts. | PJ | G | E | P | GF | GC | Dif. | Status      |
| ---- | --------- | ---- | -- | - | - | - | -- | -- | ---- | ----------- |
| 1    | India (H) | 6    | 2  | 2 | 0 | 0 | 6  | 1  | +5   | Semifinales |
| 2    | Sri Lanka | 3    | 2  | 1 | 0 | 1 | 1  | 2  | −1   | Semifinales |
| 3    | Nepal     | 0    | 2  | 0 | 0 | 2 | 1  | 5  | −4   |             |

 Fuente: soccerway.com
| 23 de diciembre de 2015 | India | Cancelado | Pakistán | Estadio Internacional, Thiruvananthapuram |  |

| 23 de diciembre de 2015 | Nepal | 0:1 (0:0) | Sri Lanka    | Estadio Internacional, Thiruvananthapuram                        |                                                                  |
| 18:30 (UTC+5:30)        |       |           | Rifnas 90+5' | Asistencia: 200 espectadores Árbitro(s): Jameel Juma Abdulhusain | Asistencia: 200 espectadores Árbitro(s): Jameel Juma Abdulhusain |

| 25 de diciembre de 2015 | Pakistán | Cancelado | Nepal | Estadio Internacional, Thiruvananthapuram |  |

| 25 de diciembre de 2015 | Sri Lanka | 0:2 (0:0) | India         | Estadio Internacional, Thiruvananthapuram                  |                                                            |
| 18:30 (UTC+5:30)        |           |           | Singh 51' 73' | Asistencia: 6 417 espectadores Árbitro(s): Hiroyuki Kimura | Asistencia: 6 417 espectadores Árbitro(s): Hiroyuki Kimura |

| 27 de diciembre de 2015 | Sri Lanka | Cancelado | Pakistán | Estadio Internacional, Thiruvananthapuram |  |

| 27 de diciembre de 2015 | India                                       | 4:1 (1:1) | Nepal    | Estadio Internacional, Thiruvananthapuram                          |                                                                    |
| 18:30 (UTC+5:30)        | Borges 26' · Chhetri 68' · Chhangte 81' 90' |           | Magar 3' | Asistencia: 8 093 espectadores Árbitro(s): Jameel Juma Abdulhusain | Asistencia: 8 093 espectadores Árbitro(s): Jameel Juma Abdulhusain |

### Grupo B
| Pos. | Equipo     | Pts. | PJ | G | E | P | GF | GC | Dif. | Status      |
| ---- | ---------- | ---- | -- | - | - | - | -- | -- | ---- | ----------- |
| 1    | Afganistán | 9    | 3  | 3 | 0 | 0 | 11 | 1  | +10  | Semifinales |
| 2    | Maldivas   | 6    | 3  | 2 | 0 | 1 | 7  | 6  | +1   | Semifinales |
| 3    | Bangladés  | 3    | 3  | 1 | 0 | 2 | 4  | 7  | −3   |             |
| 4    | Bután      | 0    | 3  | 0 | 0 | 3 | 1  | 9  | −8   |             |

 Fuente: soccerway.com
| 24 de diciembre de 2015 | Maldivas                           | 3:1 (2:1) | Bután     | Estadio Internacional, Thiruvananthapuram                |                                                          |
| 15:30 (UTC+5:30)        | Imaz 9' · Abdulla 31' · Ashfaq 70' |           | Dorji 20' | Asistencia: 4 000 espectadores Árbitro(s): Sudish Pandey | Asistencia: 4 000 espectadores Árbitro(s): Sudish Pandey |

| 24 de diciembre de 2015 | Afganistán                                           | 4:0 (3:0) | Bangladés | Estadio Internacional, Thiruvananthapuram                 |                                                           |
| 18:30 (UTC+5:30)        | Saighani 30' · Shayesteh 32' · Amiri 40' · Amani 69' |           |           | Asistencia: 150 espectadores Árbitro(s): Pranjal Banerjee | Asistencia: 150 espectadores Árbitro(s): Pranjal Banerjee |

| 26 de diciembre de 2015 | Bangladés  | 1:3 (0:1) | Maldivas                                      | Estadio Internacional, Thiruvananthapuram              |                                                        |
| 15:30 (UTC+5:30)        | Biswas 86' |           | Ashfaq 42' (pen.) · Hassan 90' · Nashid 90+5' | Asistencia: 3 654 espectadores Árbitro(s): Võ Minh Trí | Asistencia: 3 654 espectadores Árbitro(s): Võ Minh Trí |

| 26 de diciembre de 2015 | Bután | 0:3 (0:2) | Afganistán                   | Estadio Internacional, Thiruvananthapuram                      |                                                                |
| 18:30 (UTC+5:30)        |       |           | Amani 14' 51' · Saighani 42' | Asistencia: 1 817 espectadores Árbitro(s): Nivon Robesh Gamini | Asistencia: 1 817 espectadores Árbitro(s): Nivon Robesh Gamini |

| 28 de diciembre de 2015 | Bután | 0:3 (0:2) | Bangladés                       | Estadio Internacional, Thiruvananthapuram                 |                                                           |
| 15:30 (UTC+5:30)        |       |           | Barman 8' · Rony 24' (pen.) 67' | Asistencia: 218 espectadores Árbitro(s): Pranjal Banerjee | Asistencia: 218 espectadores Árbitro(s): Pranjal Banerjee |

| 28 de diciembre de 2015 | Afganistán                                    | 4:1 (2:1) | Maldivas  | Estadio Internacional, Thiruvananthapuram                      |                                                                |
| 18:30 (UTC+5:30)        | Shayesteh 20' · Popalzay 34' 54' · Hatifi 51' |           | Fasir 32' | Asistencia: 1 751 espectadores Árbitro(s): Nivon Robesh Gamini | Asistencia: 1 751 espectadores Árbitro(s): Nivon Robesh Gamini |

## Fase de eliminatorias

### Cuadro de desarrollo
|  | Semifinales                          | Semifinales |                                 |   | Final | Final |
|  |                                      |             |                                 |   |       |       |
|  | 31 de diciembre – Thiruvananthapuram |             |                                 |   |       |       |
|  |                                      |             |                                 |   |       |       |
|  | India                                | 3           |                                 |   |       |       |
|  | India                                | 3           | 3 de enero – Thiruvananthapuram |   |       |       |
|  | Maldivas                             | 2           |                                 |   |       |       |
|  | Maldivas                             | 2           | India (t.s.)                    | 2 |       |       |
|  | 31 de diciembre – Thiruvananthapuram |             | India (t.s.)                    | 2 |       |       |
|  |                                      | Afganistán  | 1                               |   |       |       |
|  | Afganistán                           | Afganistán  | 1                               | 5 |       |       |
|  | Afganistán                           |             |                                 | 5 |       |       |
|  | Sri Lanka                            | 0           |                                 |   |       |       |
|  | Sri Lanka                            | 0           |                                 |   |       |       |

### Semifinales
| 31 de diciembre de 2015 | India                            | 3:2 (2:1) | Maldivas                      | Estadio Internacional, Thiruvananthapuram               |                                                         |
| 15:30 (UTC+5:30)        | Chhetri 25' · Lalpekhlua 34' 66' |           | Nashid 45+2' · Amdhan Ali 75' | Asistencia: 31 716 espectadores Árbitro(s): Võ Minh Trí | Asistencia: 31 716 espectadores Árbitro(s): Võ Minh Trí |

| 31 de diciembre de 2015 | Afganistán                                                                | 5:0 (1:0) | Sri Lanka | Estadio Internacional, Thiruvananthapuram              |                                                        |
| 18:30 (UTC+5:30)        | Hashemi 45+1' · Taher 50' · Amani 56' (pen.) · Hatifi 78' · Shayesteh 89' |           |           | Asistencia: 300 espectadores Árbitro(s): Sudish Pandey | Asistencia: 300 espectadores Árbitro(s): Sudish Pandey |

### Final
| 3 de enero de 2016 | India                         | 2:1 (1:1, 0:0) (t. s.) | Afganistán | Estadio Internacional, Thiruvananthapuram                   |                                                             |
| 18:30 (UTC+5:30)   | Lalpekhlua 72' · Chhetri 101' |                        | Amiri 70'  | Asistencia: 40 500 espectadores Árbitro(s): Hiroyuki Kimura | Asistencia: 40 500 espectadores Árbitro(s): Hiroyuki Kimura |

## Campeón
|                                  |
| Bandera de la India              |
| Campeón invicto India 7.º título |

## Estadísticas

### Tabla general
| Pos. | Equipo     | Pts | PJ | PG | PE | PP | GF | GC | Dif. | Rend.  |
| ---- | ---------- | --- | -- | -- | -- | -- | -- | -- | ---- | ------ |
| 1    | India      | 12  | 4  | 4  | 0  | 0  | 11 | 4  | 7    | 100%   |
| 2    | Afganistán | 12  | 5  | 4  | 0  | 1  | 17 | 3  | 14   | 80%    |
| 3    | Maldivas   | 6   | 4  | 2  | 0  | 2  | 9  | 9  | 0    | 50%    |
| 4    | Sri Lanka  | 3   | 3  | 1  | 0  | 2  | 1  | 7  | –6   | 33,33% |
| 5    | Bangladés  | 3   | 3  | 1  | 0  | 2  | 4  | 7  | –3   | 33,33% |
| 6    | Nepal      | 0   | 2  | 0  | 0  | 2  | 1  | 5  | –4   | 0%     |
| 7    | Bután      | 0   | 3  | 0  | 0  | 3  | 1  | 9  | –8   | 0%     |

### Goleadores
4 goles
- Khaibar Amani

3 goles
- Faysal Shayesteh
- Jeje Lalpekhlua
- Sunil Chhetri

2 goles
- Masih Saighani
- Omid Popalzay
- Ahmad Hatifi
- Shakhawat Hossain Rony
- Lallianzuala Chhangte
- Robin Singh
- Ali Ashfaq
- Ahmed Nashid

1 gol
- Zubayr Amiri
- Sayed Mohammad Hashemi
- Kanischka Taher
- Hemanta Vincent Biswas
- Topu Barman
- Tshering Dorji
- Rowllin Borges
- Bimal Magar
- Ahmed Imaz
- Asadhulla Abdulla
- Amdhan Ali
- Naiz Hassan
- Mohamed Rifnas

### Jugador Más Valioso
| Jugador       | Selección |
| ------------- | --------- |
| Sunil Chhetri | India     |

### Premio al Juego Limpio
| Selección |
| --------- |
| Maldivas  |